# Hadruroides
Genre
Synonymes
- Lourencoides Rossi, 2014

Hadruroides est un genre de scorpions de la famille des Caraboctonidae.

## Distribution
Les espèces de ce genre se rencontrent au Pérou, en Équateur et dans le Nord du Chili,.

## Liste des espèces
Selon The Scorpion Files (04/12/2023) :
- Hadruroides adrianae Rossi, 2012
- Hadruroides aguilari Francke & Soleglad, 1980
- Hadruroides apu Ythier & Lourenço, 2023
- Hadruroides bustamantei Ochoa & Chaparro, 2008
- Hadruroides carinatus Pocock, 1900
- Hadruroides charcasus (Karsch, 1879)
- Hadruroides chinchaysuyu Ochoa & Prendini, 2010
- Hadruroides doriai Rossi, 2014
- Hadruroides elenae Rossi, 2014
- Hadruroides galapagoensis Maury, 1975
- Hadruroides geckoi Ochoa & Prendini, 2010
- Hadruroides graceae Ochoa & Prendini, 2010
- Hadruroides inti Ythier, 2021
- Hadruroides juanchaparroi Ochoa & Prendini, 2010
- Hadruroides leopardus Pocock, 1900
- Hadruroides lourencoi Rossi, 2012
- Hadruroides lunatus (L. Koch, 1867)
- Hadruroides maculatus (Thorell, 1876)
- Hadruroides mauryi Francke & Soleglad, 1980
- Hadruroides moreti Rossi, 2014
- Hadruroides pachamama Ythier, 2021
- Hadruroides tishqu Ochoa & Prendini, 2010
- Hadruroides tongiorgii Rossi, 2012
- Hadruroides udvardyi Lourenço, 1995
- Hadruroides vichayitos Ochoa & Prendini, 2010

## Systématique et taxinomie
Ce genre a été décrit par Pocock en 1893 dans les Iuridae. Il est placé dans les Caraboctonidae Fet et Soleglad en 2003.

## Publication originale
- Pocock, 1893 : « Notes on the classification of Scorpions, followed by some observations upon synonymy, with descriptions of new genera and species. » Annals and Magazine of Natural History, sér. 6, vol. 12, p. 303–330 (texte intégral).